# Nedingen
Nedingen är en sjö i Flens kommun i Södermanland och ingår i Nyköpingsåns huvudavrinningsområde. Sjön har en area på 4,78 kvadratkilometer och ligger 25,3 meter över havet. Sjön avvattnas av vattendraget Skebokvarnsån.

## Delavrinningsområde
Nedingen ingår i det delavrinningsområde (655121-155061) som SMHI kallar för Utloppet av Nedingen. Medelhöjden är 39 meter över havet och ytan är 26,05 kvadratkilometer. Räknas de 2 avrinningsområdena uppströms in blir den ackumulerade arean 46,89 kvadratkilometer. Skebokvarnsån som avvattnar avrinningsområdet har biflödesordning 3, vilket innebär att vattnet flödar genom totalt 3 vattendrag innan det når havet efter 73 kilometer. Avrinningsområdet består mestadels av skog (44 procent), öppen mark (14 procent) och jordbruk (23 procent). Avrinningsområdet har 4,59 kvadratkilometer vattenytor vilket ger det en sjöprocent på 17,6 procent.

## Intressanta platser och områden
- Fållökna herrgård
- Fållökna naturreservat
- Björknäsets naturreservat

## Bilder

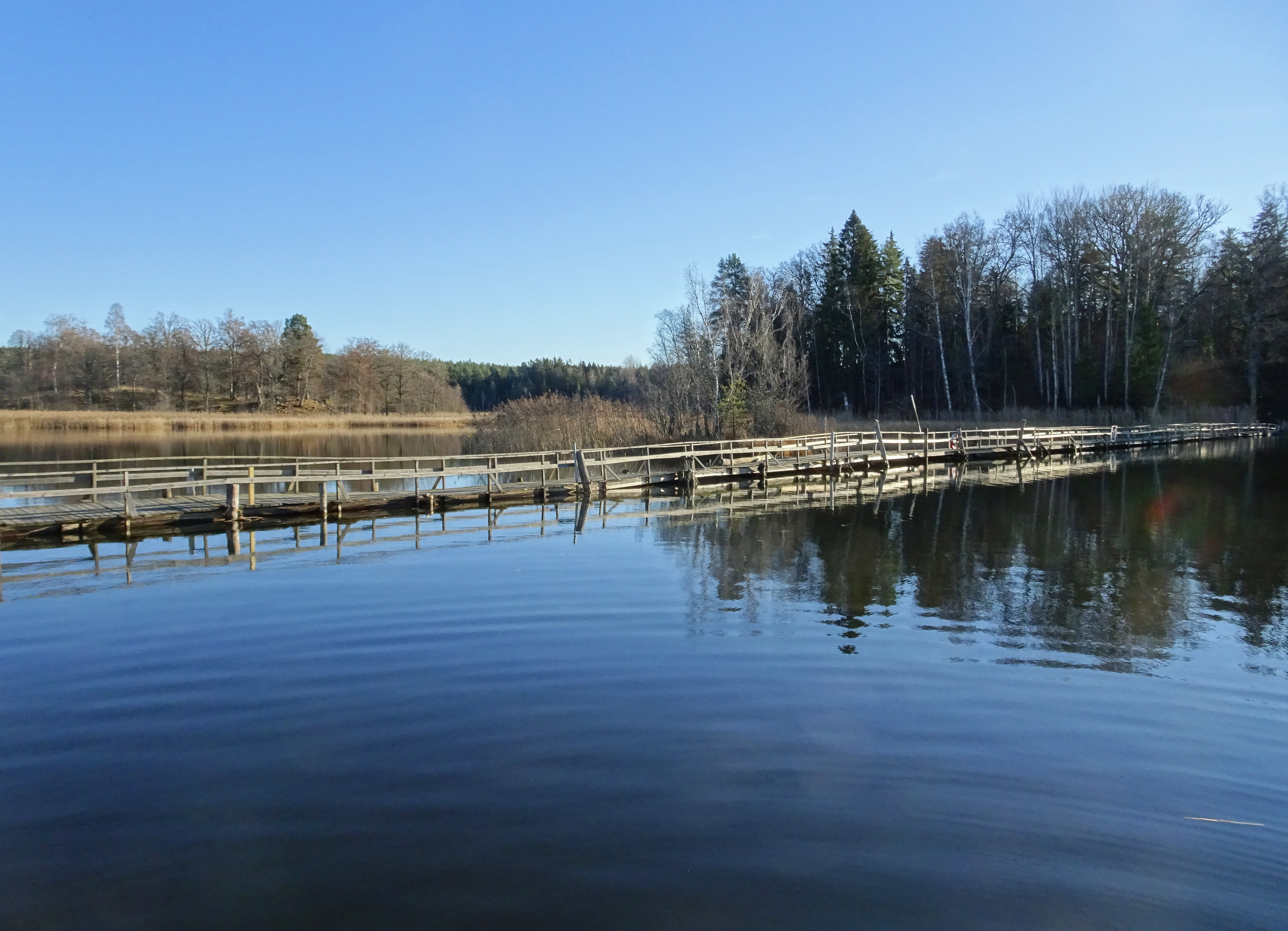
Bron till Trollön.
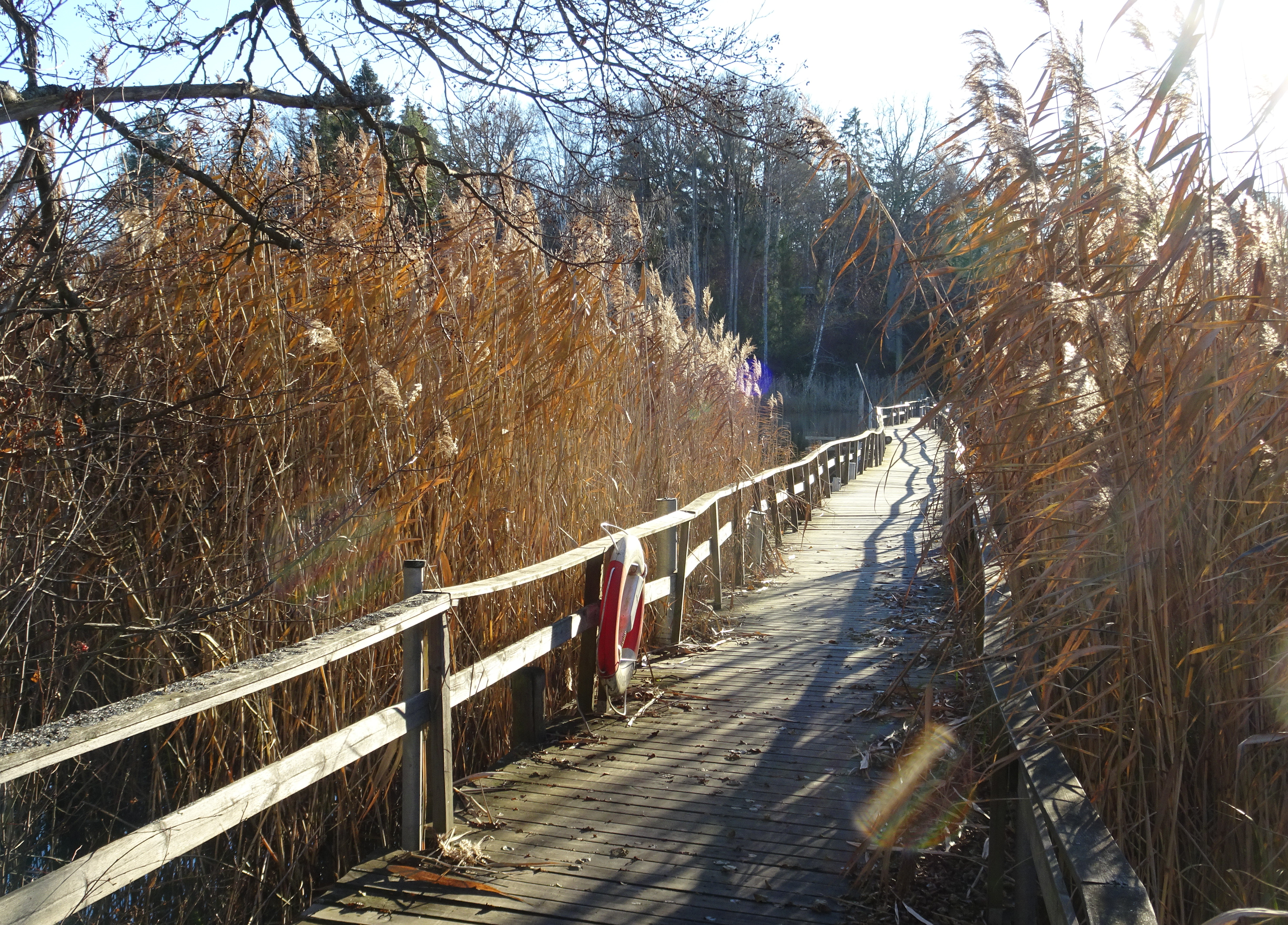
Bron till Trollön.